# 圆口铜鱼
圆口铜鱼（学名：Coreius guichenoti）为輻鰭魚綱鯉形目鲤科铜鱼属的鱼类，俗名麻花鱼、肥沱、水密子、方头，是中国的特有物种。分布于长江上游干支流等，常生活于主要干流。该物种的模式产地在长江。體長可達37.5公分。从前是长江主要经济鱼类之一，现在因水利设施的兴建阻断了它的产卵路线，加上水环境的污染加剧，水质恶化，目前数量锐减，已列入《野生动物保护名录》的国家二级保护动物。
圆口铜鱼为下层洄游性鱼类，主要栖息在水流湍急的江河和充满岩礁的深潭。由于对湍急水流等生活环境要求很严格，它们的分布范围比较狭窄，主要生活于中国长江上游干支流和金沙江下游以及岷江、嘉陵江、乌江等支流中。
2014年6月10日，三峡集团公司在新闻发布会上正式宣布圆口铜鱼人工驯养繁殖成功，并进行了小规模的试验性放流，使一部分的圆口铜鱼在时隔几年后重新回归自然。虽然圆口铜鱼的人工繁殖技术得到了突破，但其苗种成活率极低，还很难真正脱离灭绝的危险。2021年16.69万尾圆口铜鱼鱼苗被放流入赤水河，对其的追踪工作也会继续开展。